# Necedah
Necedah és una població dels Estats Units a l'estat de Wisconsin. Segons el cens del 2000 tenia 888 habitants.

## Demografia
Segons el cens del 2000, Necedah tenia 888 habitants, 359 habitatges, i 236 famílies. La densitat de població era de 128,9 habitants per km².
Dels 359 habitatges en un 37% hi vivien nens de menys de 18 anys, en un 48,7% hi vivien parelles casades, en un 11,7% dones solteres, i en un 34% no eren unitats familiars. En el 29,8% dels habitatges hi vivien persones soles el 13,1% de les quals corresponia a persones de 65 anys o més que vivien soles. El nombre mitjà de persones vivint en cada habitatge era de 2,43 i el nombre mitjà de persones que vivien en cada família era de 3,05.
Per edats la població es repartia de la següent manera: un 30,5% tenia menys de 18 anys, un 8% entre 18 i 24, un 28,9% entre 25 i 44, un 20,5% de 45 a 60 i un 12% 65 anys o més.
L'edat mediana era de 34 anys. Per cada 100 dones de 18 o més anys hi havia 91 homes.
La renda mediana per habitatge era de 32.135 $ i la renda mediana per família de 37.788 $. Els homes tenien una renda mediana de 34.417 $ mentre que les dones 20.673 $. La renda per capita de la població era de 14.766 $. Aproximadament el 9,8% de les famílies i el 13,1% de la població estaven per davall del llindar de pobresa.

## Poblacions més properes
El següent diagrama mostra les poblacions més properes.